# Le Pizou
Le Pizou (okzitanisch: Lo Pison) ist eine französische Gemeinde mit 1.416 Einwohnern (Stand: 1. Januar 2022) im Département Dordogne in der Region Nouvelle-Aquitaine; sie gehört zum Arrondissement Périgueux und zum Kanton Montpon-Ménestérol.

## Geografie
Le Pizou liegt etwa 38 Kilometer nordöstlich von Bergerac im Périgord am Fluss Isle, der die Gemeinde im Süden begrenzt. Die Nachbargemeinden von Le Pizou sind Eygurande-et-Gardedeuil im Norden und Nordosten, Montpon-Ménestérol im Osten, Ménesplet im Südosten, Moulin-Neuf im Süden sowie Saint-Antoine-sur-l’Isle im Westen.

## Bevölkerungsentwicklung
| Jahr                       | 1962 | 1968 | 1975 | 1982 | 1990 | 1999 | 2006 | 2018 |
| Einwohner                  | 1035 | 1037 | 1251 | 1255 | 1172 | 1094 | 1159 | 1348 |
| Quellen: Cassini und INSEE |      |      |      |      |      |      |      |      |

## Sehenswürdigkeiten
- Kirche Notre-Dame-de-l'Assomption aus dem 17. Jahrhundert
- Schloss Le Désert, Herrenhaus aus dem 18. Jahrhundert

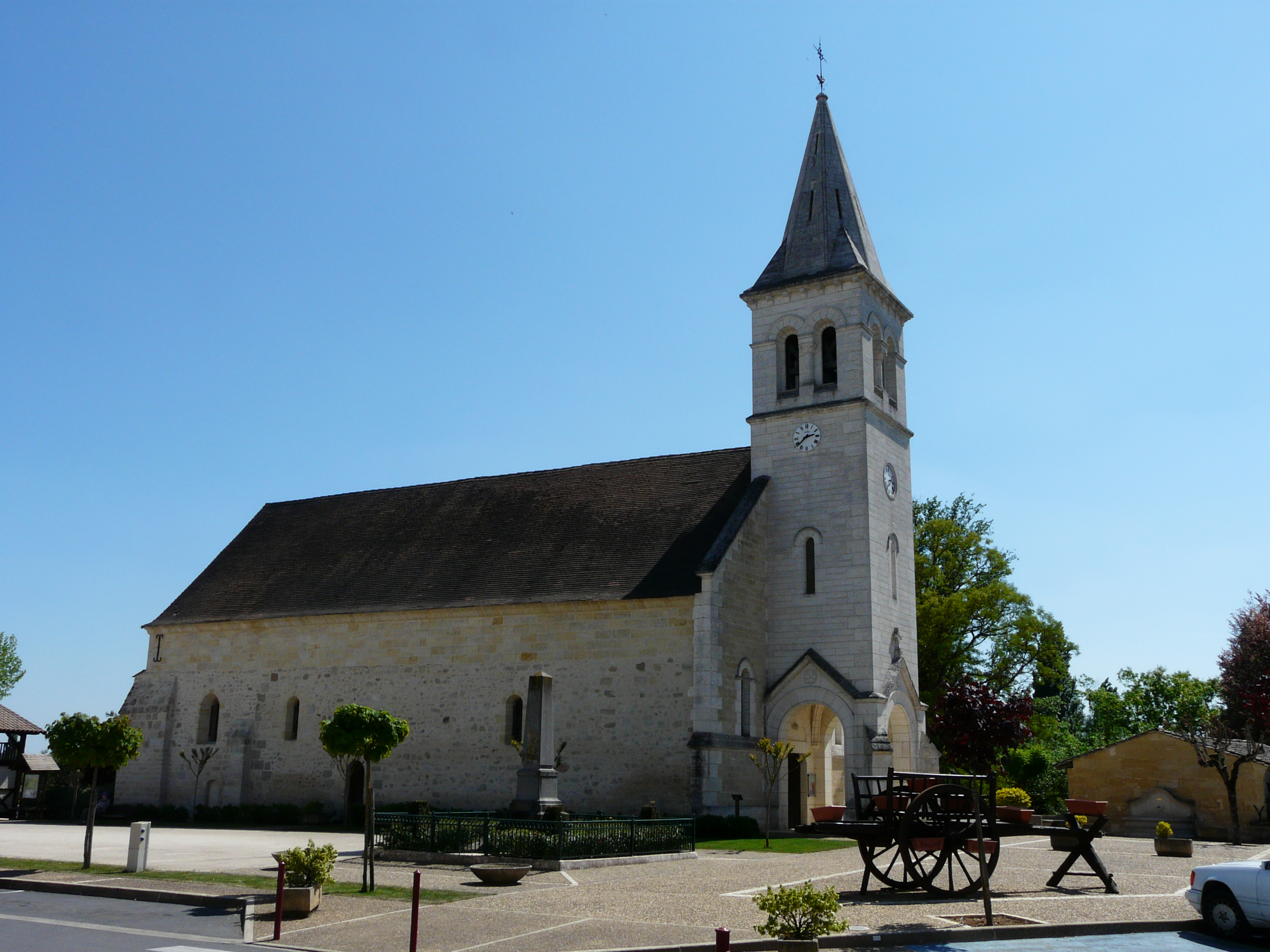
Kirche Notre-Dame-de-l'Assomption
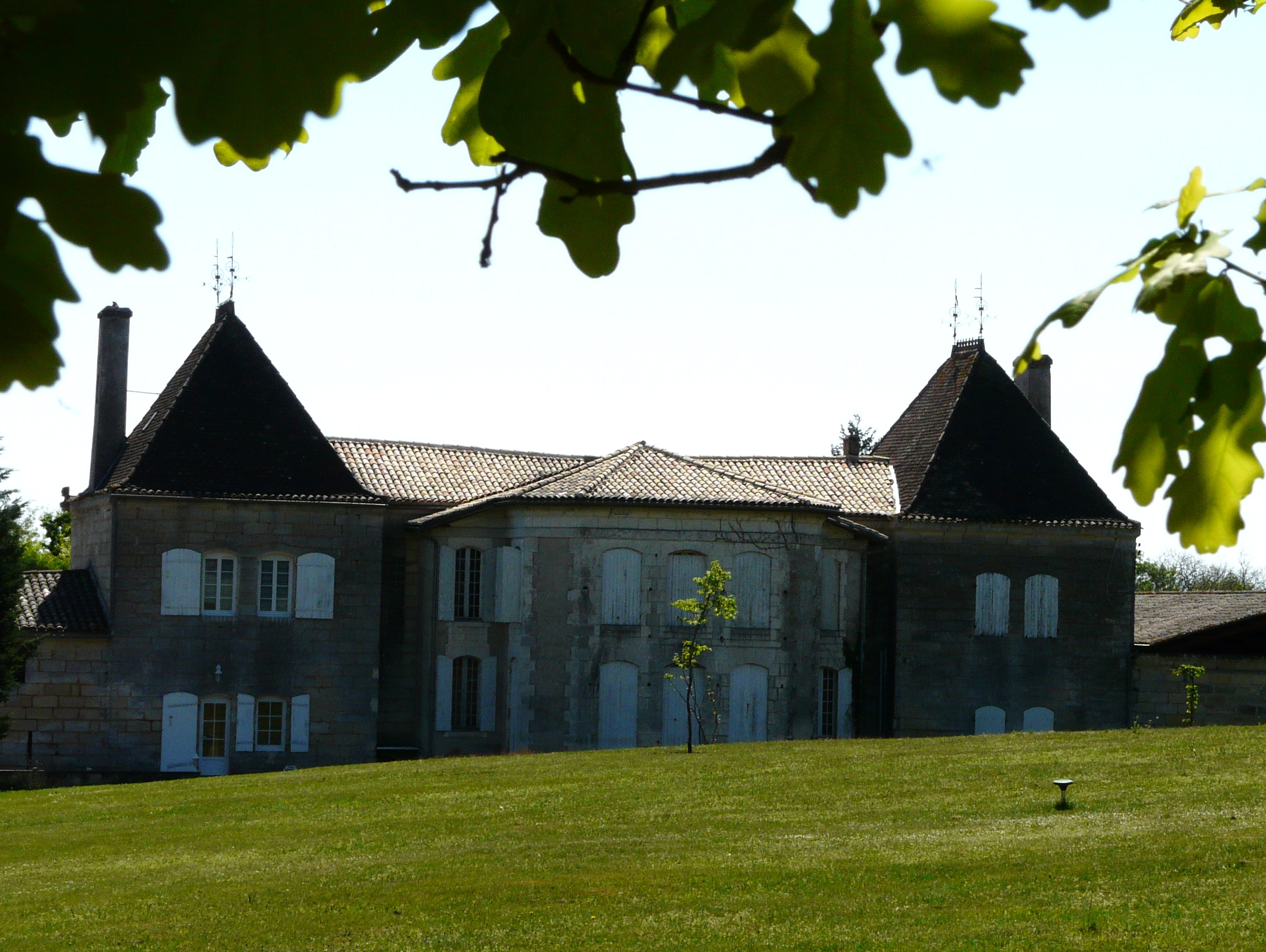
Schloss Le Désert